# 極小切開斜視手術
低侵襲性斜視手術（ていしんしゅうせいしゃししゅじゅつ、Minimally Invasive Strabismus Surgery, MISS）は、従来の術式よりも小さな切開を使用する斜視手術の技術であり、組織破壊を最小限に抑える。 この技術は、1994年にベルギーの眼科医マルク・ゴビン（Marc Gobin）がフランス語の医学テキストで考案した後、2007年頃にスイスの眼科医ダニエル・モジョンによって導入された 。

## 適応
MISSは、眼球運動の制限が見られる場合でも、直筋の後転術、短縮術、プリケーション、再手術、転位、斜筋の後転術、アジャスタブル法など、すべての主要なタイプの斜視手術に使用できる技術である。開口部が小さく外傷が少ないこの術法は、一般に術後の回復が速く、手術直後の腫れや不快感も少なくなることにつながる。この技術を使うと、日帰り手術ができる（主に成人）。2017年に発表された研究では、従来の術式と比べるとMISSの方が術後期間での結膜とまぶたの腫れの合併症が少なく、長期追跡結果では両方の術式の術後結果は類似していることが報告されている。MISS技術のもう1つの利点は、一部の患者、特に甲状腺眼症患者の前眼部虚血のリスクの低下である。

## 原理
MISSでは、拡大鏡ではなく手術用顕微鏡が使われる。従来の斜視手術で行われるように結膜を大きく切開せずに、通常縫合する際のステップに必要な場所にいくつかの小さな切り込みが入れられる。開口部は、術後の不快感を最小限に抑えるために、角膜輪部から可能な限り遠くに配置される。それからこの鍵穴開口部と呼ばれる2つの切開の間に、眼筋治療用の器具を挿入するために使用する「トンネル」がつくられる。手術の終わりに、鍵穴開口部は吸収性縫合糸で閉じられ、術後まぶたで覆われるので傷跡が目立たない。MISSの開口は、ドライアイやデルレン形成などの角膜合併症の頻度と重症度を著しく軽減し、コンタクトレンズの早期装着を可能にする。 長期的な利点は、目に見える結膜の発赤の増加回避と眼筋周囲組織の瘢痕化の減少であり、再手術が必要になった場合にも手術施行が容易である。

## 臨床結果
眼のアライメントに関するMISS術後の結果は、技術的に従来の斜視手術のとほぼ同じであるということがこれまでの文献に広く記載されている。その一例として、従来の斜視手術とMISSを受けた40人の子供を比較したところ、極小切開斜視手術を受けた子供は術後の結膜とまぶたの腫れが少なかったと記されている。MISSの主な利点として、合併症の発生率の低下と回復の迅速化が広く確立されている。この技術は、直筋の手術  および斜筋の手術に対して成果をもたらす。インドの医療チームは、甲状腺眼症患者におけるMISSの成功した手術例を報告している。

## 欠点と潜在的な合併症
MISSでのトンネルを介しての眼筋の操作は、医師に高い技術が求められ、従来の手術よりも時間を要する。手術患者が高齢者の場合、鍵穴の切れ目が裂傷する可能性があり、裂傷がテノン嚢まで及ぶと目に見える傷跡が残ることがある。出血過多の場合は、血管を焼灼するために切り口を大きくする必要が出てくる。通常、従来の輪部アプローチへの術中転換は避けることができる。しかしながら、MISSに特有な合併症に関する報告はほとんどない。